# Kanton Vibraye
Kanton Vibraye (fr. Canton de Vibraye) je francouzský kanton v departementu Sarthe v regionu Pays de la Loire. Tvoří ho šest obcí.

## Obce kantonu
- Berfay
- Dollon
- Lavaré
- Semur-en-Vallon
- Valennes
- Vibraye